# گنج تپه شماره یک کشت دشت
گنج تپه شماره یک کشت دشت مربوط به هزاره اول قبل از میلاد است و در شهرستان دامغان، روستای چهارده واقع شده و این اثر در تاریخ ۶ آذر ۱۳۷۸ با شمارهٔ ثبت ۲۴۷۹ به‌عنوان یکی از آثار ملی ایران به ثبت رسیده است.